# Daniel Köllerer
Daniel Köllerer (Wels, 17 de Agosto de 1983) é um ex-tenista profissional austríaco, banido do esporte em 2011.
Conhecido dentro do circuito, como Crazy Dani, devido a tentativa de fazer um jogo extremamente mental, contrariando arbitragens e jogando contra a torcida, fora de casa ou a favor da torcida, em torneios austríacos, por isso existia um clima tenso nos seus jogos.
Crazy Dani, demorou a galgar resultados expressivos, oscilando muito entre torneios Futures e Challengers, apenas em 2009 começou a faturar bons resultados e participar de torneios ativamente ATP, seu melhor ranking veio em outubro de 2009, como número 55 da ATP. Foi banido do esporte após manifestações, devido a sua conduta como: racismo contra o também tenista brasileiro Júlio Silva, e por simular agressão na partida contra o uruguaio Pablo Cuevas.

## Conquistas (18)

### Simples (9)
| Legend (Singles)       |
| Grand Slam (0)         |
| Tennis Masters Cup (0) |
| ATP Masters Series (0) |
| ATP Tour (0)           |
| Challengers (5)        |
| Futures (4)            |

| N. | Data               | Torneio                  | Piso   | Oponente na final   | Placar        |
| 1. | Outubro 28, 2002   | Montego Bay, Jamaica F18 | Duro   | Darko Madjarovski   | 6–1, 6–3      |
| 2. | Julho 7, 2003      | Telfs, Austria F1        | Saibro | Philipp Mullner     | 6–1, 6–3      |
| 3. | Agosto 4, 2003     | Samarcanda               | Saibro | Andrei Stoliarov    | 6–2, 6–3      |
| 4. | Agosto 29, 2004    | Kiev                     | Saibro | Lukas Dlouhy        | 6–0, 3–6, 7–5 |
| 5. | Junho 26, 2006     | Irã F1                   | Saibro | Victor Bruthans     | 6–2, 6–4      |
| 6. | Fevereiro 26, 2007 | Itália F3                | Saibro | Manuel Jorquera     | 6–1, 6–1      |
| 7. | Junho 2, 2008      | Furth                    | Saibro | Santiago Giraldo    | 6–1, 6–3      |
| 8. | Outubro 27, 2008   | Cali                     | Saibro | Paul Capdeville     | 6–4, 6–3      |
| 9. | Abril 20, 2009     | Roma                     | Saibro | Andreas Vinciguerra | 6–3, 6–3      |

### Vice-Campeonatos (9)
| Legend (Singles)       |
| Grand Slam (0)         |
| Tennis Masters Cup (0) |
| ATP Masters Series (0) |
| ATP Tour (0)           |
| Challengers (6)        |
| Futures (3)            |

| N. | Data             | Torneio              | Piso   | Oponente na final    | Placar         |
| 1. | Maio 5, 2003     | Valdengo, Italia F6  | Saibro | Alexandre Simoni     | 6–1, 6–1       |
| 2. | Julho 14, 2003   | Kramsach, Austria F2 | Saibro | Marko Neunteibl      | 3–6, 6–4, 6–4  |
| 3. | Abril 12, 2004   | Olbia                | Saibro | Stefano Pescosolido  | 6–1, 6–2       |
| 4. | Agosto 9, 2004   | Cordenons            | Saibro | Daniel Gimeno-Traver | 4–6, 6–4, 6–3  |
| 5. | Outubro 17, 2005 | Bogotá               | Saibro | Marcos Daniel        | 6–2, 6–3       |
| 6. | Julho 3, 2006    | Irã F2               | Saibro | Alex Satschko        | 5–2, RET       |
| 7. | Outubro 16, 2006 | Bogotá               | Saibro | Diego Hartfield      | 6–3, 7–5       |
| 8. | Julho 16, 2007   | Rimini               | Saibro | Oliver Marach        | 6–4, 0–2, Ret. |
| 9. | Agosto 25, 2008  | Como                 | Saibro | Diego Junqueira      | 2–0, Ret.      |

## Ligações Externas
- Sendo racista com jogador de tênis Brasileiro
- Perfil na ATP